# 여주 보통리 고택
여주 보통리 고택(驪州 甫通里 古宅)은 경기도 여주시 대신면에 위치해 있는 대한민국의 국가민속문화재이다. 1753년에 건립되었다.

## 갤러리

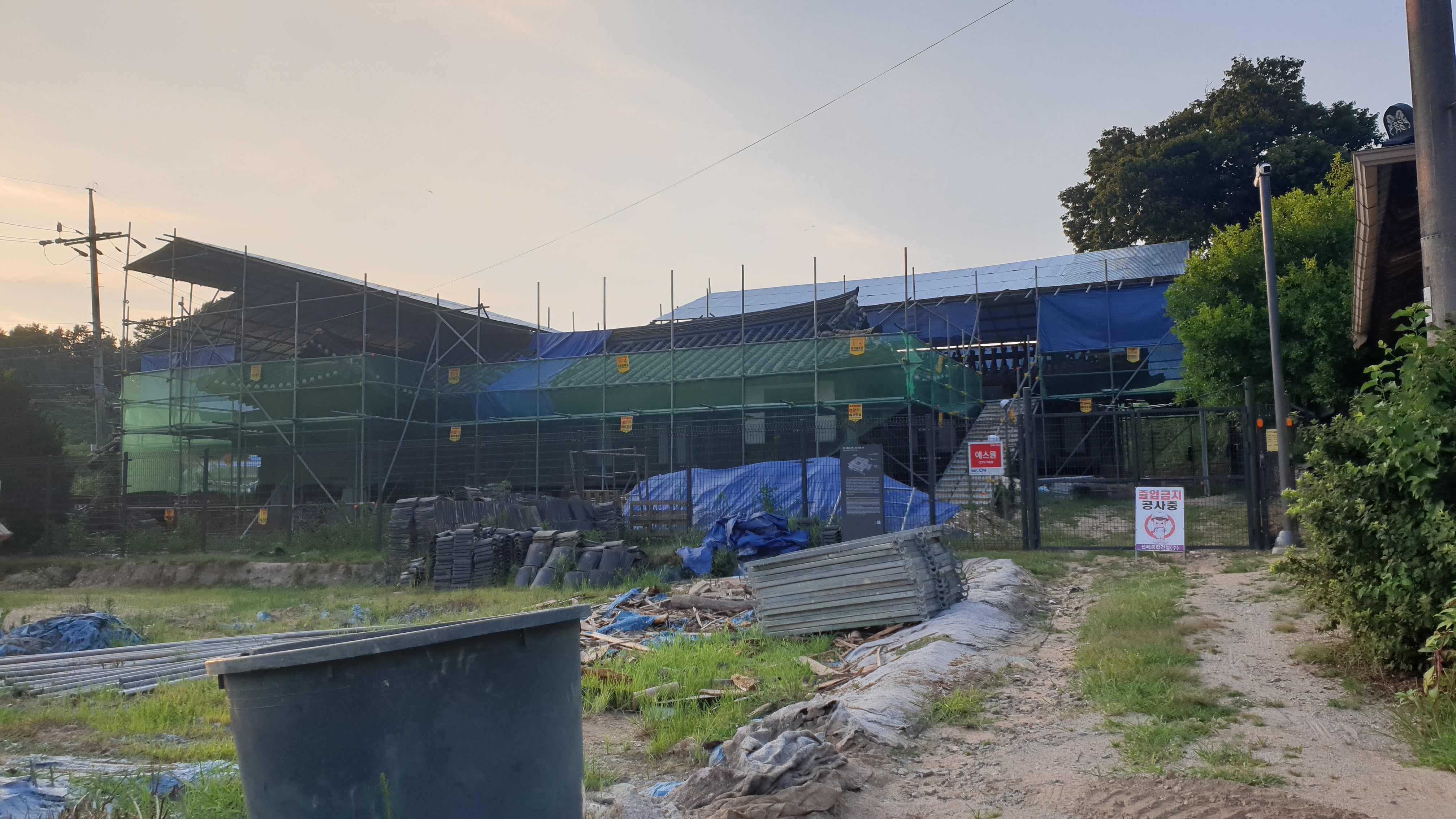